# Liburnia
Liburnia är ett släkte av insekter. Liburnia ingår i familjen sporrstritar.

## Dottertaxa tillLiburnia, i alfabetisk ordning[1]
- Liburnia albofimbriata
- Liburnia albovittata
- Liburnia algebra
- Liburnia anomala
- Liburnia antennata
- Liburnia anthracina
- Liburnia approximata
- Liburnia astyanax
- Liburnia atromaculata
- Liburnia aurantii
- Liburnia axillaris
- Liburnia biangulata
- Liburnia brazilensis
- Liburnia breviceps
- Liburnia centralis
- Liburnia cubana
- Liburnia dohertyi
- Liburnia eupompe
- Liburnia flaviceps
- Liburnia flavina
- Liburnia furca
- Liburnia furcifera
- Liburnia fuscifrons
- Liburnia graminicola
- Liburnia hemifusca
- Liburnia intrudens
- Liburnia javana
- Liburnia kirkaldyi
- Liburnia kruegeri
- Liburnia krugeri
- Liburnia latifrons
- Liburnia lautipes
- Liburnia lethierryi
- Liburnia marshalli
- Liburnia mexicana
- Liburnia nautica
- Liburnia neovittacollis
- Liburnia nigricaudata
- Liburnia niveopicta
- Liburnia ochrias
- Liburnia orizicola
- Liburnia paludata
- Liburnia paludum
- Liburnia parvula
- Liburnia placita
- Liburnia pseudoseminigra
- Liburnia pusana
- Liburnia quadrispinosa
- Liburnia rhodesi
- Liburnia segetum
- Liburnia segstum
- Liburnia sternalis
- Liburnia suezensis
- Liburnia testacea
- Liburnia transversalis
- Liburnia typhlocyba
- Liburnia wallacei
- Liburnia vanreeneni
- Liburnia williamsi